# Weiser (település)
Weiser település az Amerikai Egyesült Államok Idaho államában, Washington megyében, melynek megyeszékhelye is. Lakosainak száma 5630 fő (2020. április 1.).

## Népesség
A település népességének változása:

| 2010 | 5 507 |
| 2020 | 5 630 |